# Aurora (hrabstwo Erie)
Aurora – miasto w Stanach Zjednoczonych, w stanie Nowy Jork, w hrabstwie Erie.